# Дурова, Тереза Ганнибаловна
Тереза Ганнибаловна Дурова (род. 3 октября 1953 года, Баку, АзССР, СССР) — российская артистка цирка, художественный руководитель Московского театра клоунады, впоследствии Театриума на Серпуховке и Театра Терезы Дуровой, народная артистка России (2003), дочь Терезы Васильевны Дуровой.

## Биография
Тереза Ганнибаловна Дурова родилась в цирковой семье, она — правнучка известного циркового артиста и дрессировщика Анатолия Дурова и дочь дрессировщицы, народной артистки РФ Терезы Васильевны Дуровой. 
Отец, Ганнибал Владимирович Наджаров, армянин, был сперва музыкантом, а потом вслед за супругой стал дрессировщиком. Тереза взяла фамилию матери, которую её мать, Тереза Васильевна, не стала менять после свадьбы и передала своей дочке.
Тереза Ганнибаловна приняла решение творить не на манеже, а на сцене.
- 1982 год — окончила ГИТИС, режиссёрский факультет, мастерская Народного артиста СССР Марка Местечкина.
- 1991 год — организовала в Москве Международный фестиваль клоунады (совместно с группой энтузиастов).
- 1992 год — создала «Московский театр клоунады» (на базе Международного фестиваля клоунады), став его художественным руководителем и режиссёром; в 1993 году театр получил статус государственного бюджетного учреждения, полное название «Московский театр клоунады под руководством Терезы Дуровой» ; в 2010 году театр изменил имя на «Театриум на Серпуховке под руководством Терезы Дуровой»; с 2020 года именуется «Театр Терезы Дуровой».

## Личная жизнь
- Муж — Сергей Александрович Абрамов;
  - сын Артём.

## Творчество

### Режиссёр спектаклей для детей
- «12 месяцев, или Букет для принцессы»
- «Айболит»
- «Аленький цветочек»
- «Бай-бай, Храпелкин!»
- «Бессонница, или Возвращение Храпелкина»
- «Бу-ра-ти-но!»
- «Большая клоунская тусовка»
- «Вересковый мёд»
- «Волшебная лампа Аладдина»
- «Волшебная мельница Сампо»
- «Далеко-далеко на Востоке»
- «Двенадцать месяцев»
- «Злодейские уроки, или Школа для нечисти»
- «Клоунцерт»
- «Клоунцерт. Вторая серия»
- «Клоунцерт. Приключения в городе Я»
- «Кошачий вальс»
- «Летучий корабль»
- «Маугли»
- «Огниво»
- «Однажды в Мексике: Кукурузный человечек»
- «Полный Пломбир»
- «Приключения волшебницы Натай»
- «Приключения на 4 сольдо»
- «Принц и нищий»
- «Раз, два и — в космос»
- «Сон в новогоднюю ночь»
- «Спящая красавица»
- «Театр Буратино»
- «Тайна волшебного зелья»
- «Три лотоса»
- «Царевна Несмеяна»
- «Что бывает раз в году»
- «Японская сказка. Меч самурая»

### Режиссёр спектаклей для взрослой аудитории
- «Баба CHANEЛЬ»
- «Без галош элегантнее»
- «Безумный Happy End»
- «Дивертисмент»
- «До свадьбы — ЗАЖИВЕТ!»
- «Дон Хихот»
- «Евгений Онегин»
- «Игра на деньги»
- «Лишь бы не было детей»
- «Моцарт и Сальери. Версия»
- «Ниоткуда с любовью»
- «ФранкЭйнштейн»

## Награды
- Заслуженный артист РФ (25.08.1997).
- Народный артист РФ (19.05.2003).
- Премия «Олимпия» Фонда общественного признания достижений женщин России, 2005 г.
- Дважды лауреат театральной премии газеты «Московский Комсомолец».
- Российская Национальная актёрская премия имени Андрея Миронова «Фигаро» за создание «Театриума на Серпуховке», 2014 г.
- Премия города Москвы в области литературы и искусства за создание спектаклей «Летучий корабль», «Огниво», «Аленький цветочек», «Принц и нищий», 2014 г.
- Знак отличия города Москвы «За безупречную службу городу Москве» в течение 50 лет, 2019 г.
- Награда «Легенда детского театра» Международного большого детского фестиваля, 2020 г.
- Премия города Москвы в области литературы и искусства за большой вклад в развитие театра для детей и юношества, постановку спектаклей «Три лотоса», «Без галош элегантнее», 2024 г.